# IC 4061/1
IC 4061/1 је галаксија у сазвијежђу Ловачки пси која се налази на листи објеката дубоког неба у Индекс каталогу.
Деклинација објекта је + 39° 35' 0" а ректасцензија 13h 0m 57,4s. Привидна величина (магнитуда) објекта IC 4061 износи 15,0 а фотографска магнитуда 16,0.